# Mário Lino
Mário Lino Soares Correia (Lisboa, 31 de maio de 1940) é um político português.

## Biografia
Licenciou-se em Engenharia Civil em 1965, no Instituto Superior Técnico da Universidade Técnica de Lisboa e concluiu um mestrado em Hidrologia e Gestão dos Recursos Hídricos pela Universidade do Estado do Colorado (Estados Unidos da América).
Até 1991 foi militante do PCP. Foi Presidente do Conselho de Administração da Editorial Caminho e da Edições Avante. Depois da sua aproximação ao Partido Socialista, foi membro da Assembleia Municipal de Lisboa, entre 1994 e 1996.
Presidente do Grupo Águas de Portugal entre 1996 e 2002.
Nas eleições autárquicas de 2005, apresentou-se nas listas do PS para a Câmara Municipal de Oeiras, chegando a figurar em cartazes do partido.
Ocupou o cargo de Ministro das Obras Públicas, Transportes e Comunicações no XVII Governo Constitucional.
Defendia acerrimamente a Ota como localização para o novo Aeroporto de Lisboa. Ficou famosa a sua concordância com uma equipa de ambientalistas que defendiam que aeroporto na margem sul do Tejo Jamais, jamais! (em francês) concordando que aquela região não tinha escolas, não tinha hospitais, não tinha estradas, não tinha comércio, não tinha hotéis... enfim, era, segundo ele, "um deserto", "o deserto do Sárá" (sic). Face à opinião do Laboratório Nacional de Engenharia Civil, segundo a qual o Campo de Tiro de Alcochete, na margem sul do Tejo, era a solução mais viável, técnica e financeiramente, acabou por se render aos estudos efectuados e abdicar da sua intransigência inicial em relação à Ota.
Igualmente, em Abril de 2006, viu-se numa controversa política ao ter defendido publicamente o iberismo em Santiago de Compostela.
Em Junho de 2010 foi nomeado Presidente do Conselho Fiscal das Companhias de Seguros do Grupo Caixa Geral de Depósitos.
Em Outubro de 2010 foi investigado por suspeitas de corrupção no âmbito do Processo Face Oculta. No âmbito do processo das parcerias público-privadas (PPP) rodoviárias, no qual se investiga um alegado prejuízo para o Estado resultante das negociações dos contratos das subconcessões do setor rodoviário, ocorridas entre 2009 e 2010, Mário Lino, o seu sucessor, António Mendonça, e o então ministro das Finanças, Fernando Teixeira dos Santos, conseguiram, em dezembro de 2021, evitar a acusação pelos crimes de corrupção passiva, tráfico de influência e participação económica em negócio, uma vez que o Ministério Público alegou a prescrição dos crimes para não pronunciar os três antigos ministros, sendo apenas pronunciados outros três arguidos: Paulo Campos, então secretário de Estado das Obras Públicas, Carlos Costa Pina, então secretário de Estado do Tesouro, e Rui Manteigas, então administrador da Estradas de Portugal. Em junho de 2022, o Automóvel Club de Portugal requereu abertura de instrução no âmbito deste processo, solicitando que Mário Lino, António Mendonça e Teixeira dos Santos sejam levados a julgamento, por existir uma cadeia hierárquica no processo de negociação das PPP rodoviárias, pelo que Mário Lino, António Mendonça e Teixeira dos Santos continuam arguidos neste processo. Durante as buscas no âmbito do processo das PPP rodoviárias, foi apreendida a Mário Lino uma pistola semiautomática, não devidamente registada, pelo que Mário Lino foi constituído arguido por suspeita da prática do crime de posse ilegal de arma. Contudo, em dezembro de 2021, conseguiu evitar a acusação, pois aceitou a proposta de suspensão provisória do processo efetuada pelo Ministério Público, contra o pagamento de mil euros ao Banco Alimentar Contra a Fome.
A 15 de Março de 2013 estreou-se como ator numa peça de teatro dirigida por Paulo Matos, no Teatro Maria Helena Torrado, em Cascais.

## Funções governamentais exercidas
- XVII Governo Constitucional
  - Ministro das Obras Públicas, Transportes e Comunicações